# 에드가 스테리

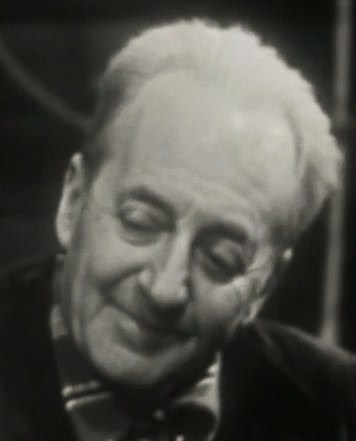

에드가 스테리(Edgar Stehli, 1884년 7월 12일 ~ 1973년 7월 25일)는 프랑스의 배우이다.
리옹에서 태어났다.

## 영화
- 0011 나폴레옹 솔로 (1968년)
- 타이거 메이크 아웃 (1967년)
- 세컨드 (1966년)
- 아틀란티스, 사라진 땅 (1961년)
- 포켓에 가득찬 행복 (1961년)
- 4차원의 사나이 (1959년)
- 까라마조프의 형제들 (1958년)
- 이그젝티브 쉬트 (1954년)
- 서스펜스 (1949년)
- 스튜디오 원 (1948년)
- 부메랑 (1947년)